# 月食/Beautiful day
「月食／Beautiful day」（げっしょく／ビューティフル・デイ）は、藤巻亮太の2枚目のシングル。2012年8月15日にOORONG RECORDSから発売された。

## 概要
前作「光をあつめて」から約半年ぶりのリリースで、両A面シングルとしてリリース。収録曲3曲は、リリース前から既にライブで披露されており、6月30日発売の音楽雑誌『ロッキング・オン・ジャパン』8月号には「月食」がフル収録されたCDが封入された。ちなみに、同誌で楽曲がフルで収録されたCDが付属したのはこれが初。
数量限定生産とオフィシャルサイトに特記されているように生産数量が非常に少なく、オフィシャルサイトが提示した13のCD販売Webサイトすべてにおいて予約が困難であった。発売日当日に配信されたオフィシャルメールニュースでも在庫僅少とされた。
パッケージはEPサイズの7インチ（約17cm）紙ジャケットの特殊仕様である。
リリース翌日の8月16日には動画配信サービスUstreamにてリリース記念番組「ECLIPSE TV」の生放送が行われる予定である。また、リリース翌月の9月12日と19日に東京・渋谷公会堂と大阪・なんばHatchで本作を引っ提げてのワンマンライブ “ECLIPSE” （月食の意）が公演される予定である。
「月食」のミュージックビデオはアイスランドで撮影された。直接的な関連があるかどうかは不明だが、レミオロメン結成10周年の際に『別冊カドカワ』総力特集において、藤巻は旅行したい街としてアイスランドを挙げている。その理由は、ビョークの出身国であるということと、現地で活動しているバンド、シガー・ロスのライブDVDによって興味を持ったからとしている。
エキサイトミュージックの大前多恵は藤巻とのインタビュー記事の中で、「月食」は決して天体現象を歌った曲ではなく、孤独を歌った曲である、としている。通常、月は太陽の光を反射して地上を照らしている。月食という現象は月が地球の影に入り、太陽の光が月に届かないことである。その瞬間は観測者から観て月の存在が消えた、太陽の存在が消えたとてつもない喪失といえる。それになぞらえて藤巻は孤独を歌っている。最後に「太陽はどこだ」のフレーズを繰り返すことによって、孤独を嫌う必死さや存在を認めてくれるなにかを探す必死さが伝わってくる。

## 収録曲
（全作詞・作曲：藤巻亮太）
1. 月食 [5:32]
編曲：藤巻亮太
ドラム：城戸紘志、ベース：内垣洋祐、ギター：藤巻亮太、ピアノ：皆川真人
2. Beautiful day [4:09]
編曲：藤巻亮太・田中義人
ドラム：佐野康夫、ベース：田中義人、ギター：藤巻亮太・田中義人、ピアノ、キーボード：河野圭
学校法人モード学園 総合メディカル学園（首都医校/大阪医専/名古屋医専）CMソング
3. 砂時計（Live Version） [4:39]
ギター：藤巻亮太
2012年5月17日に SHIBUYA-AX で行われたライブイベント J-WAVE LIVE SPRING! から収録

## 収録アルバム
| 曲名          | 収録アルバム     | 発売日        |
| ------------- | ---------------- | ------------- |
| 月食          | 『オオカミ青年』 | 2012年10月7日 |
| Beautiful day | 『オオカミ青年』 | 2012年10月7日 |